# Natasha Lyonne
Natasha Lyonne (født 4. april 1979 i New York, USA) er en amerikansk skuespillerinde. 
Lyonne har medvirket i en en del spillefilm. Hun er bedste kendt for American Pie -filmerne og Scary Movie 2, samt medvirkende i Netflix-serien Orange Is the New Black i alle 7 sæsoner.
Natasha er datter af Aaron Braunstein og Yvette Lyonne. Da de blev skilt, gik hun over til at leve med sin mor. Ved had til adskillelsen af hendes forældre blev Natasha en rebel i skolen, og gik ind og ud på mange forskellige skoler. På hendes 16 års fødselsdag løb hun væk fra hjemmefra og kvittede skolen for at blive en skuespiller, hvilket var med succes.

## Filmografi
- 1993:Dennis the Menace
- 1996:Everyone Says I Love You
- 1998:Slums of Beverly Hills
- 1999:American Pie
- 1999:Detroit Rock City
- 1999:But I'm a Cheerleader
- 2001:American Pie 2
- 2001:Scary Movie 2
- 2001:The Grey Zone
- 2001:Kate & Leopold
- 2003:Party Monster
- 2004:Blade: Trinity
- 2005:Robots
- 2012:American Pie: Reunion
- 2013:Orange Is the New Black
- 2013:Girl Most Likely